# Copa Eva Duarte
Die Copa Eva Duarte war ein spanischer Fußballwettbewerb, der von 1947 bis 1953 jährlich zwischen dem spanischen Meister und dem spanischen Pokalsieger ausgetragen wurde. Die Copa Eva Duarte ist somit der Vorgänger der Supercopa de España.
Im Jahre 1940 wurde erstmals ein Wettbewerbsspiel zwischen dem Meister und dem Pokalsieger abgehalten, die Copa de Campeones. Die Copa de Campeones wurde allerdings nur dieses eine Mal ausgetragen und fand keine Fortsetzung. 1945 wurde der Wettbewerb auf Vorschlag des argentinischen Botschafters, der auch die Trophäe Copa de Oro Argentina („Argentinischer Goldpokal“) spendete, wieder aufgenommen. Nach einer Pause im Jahre 1946 wurde der Wettbewerb 1947 wieder ausgetragen. Zu Ehren der Spenderin der Trophäe, der Frau des damaligen argentinischen Präsidenten, wurde der Wettbewerb Copa Eva Duarte de Perón genannt. Unter diesem Namen war der Pokalwettbewerb bis zum Ende der Saison 1952/53 bekannt, wobei er die letzten beiden Jahre nicht mehr ausgetragen wurde, da der FC Barcelona sowohl Meister als auch Pokalsieger wurde. Aufgrund des Todes von Eva Perón wurde der Wettbewerb danach eingestellt.

## Endspiele im Überblick
| Saison  | Titel                 | Sieger            | Zweiter                 | Ergebnisse  |
| 1939/40 | Copa de Campeones     | Atlético Aviación | Espanyol Barcelona      | 3:3 und 7:1 |
| 1944/45 | Copa de Oro Argentina | FC Barcelona      | Athletic Club de Bilbao | 5:4         |

| Saison  | Titel           | Sieger                  | Zweiter                   | Ergebnisse                |
| 1946/47 | Copa Eva Duarte | Real Madrid             | Valencia CF               | 3:1                       |
| 1947/48 | Copa Eva Duarte | FC Barcelona            | Sevilla CF                | 1:0                       |
| 1948/49 | Copa Eva Duarte | Valencia CF             | FC Barcelona              | 7:4                       |
| 1949/50 | Copa Eva Duarte | Athletic Club de Bilbao | Atlético Madrid           | 5:5 und 2:0               |
| 1950/51 | Copa Eva Duarte | Atlético Madrid         | FC Barcelona              | 2:0                       |
| 1951/52 | Copa Eva Duarte | FC Barcelona            | (Meister und Pokalsieger) | (Meister und Pokalsieger) |
| 1952/53 | Copa Eva Duarte | FC Barcelona            | (Meister und Pokalsieger) | (Meister und Pokalsieger) |

## Klubs nach Anzahl der Titel
- 3 Siege: FC Barcelona (1947–48, 1951–52, 1952–53).
- 1 Sieg: Real Madrid (1946–47).
- 1 Sieg: Valencia CF (1948–49).
- 1 Sieg: Athletic Club de Bilbao (1949–1950).
- 1 Sieg: Atlético Madrid (1950–51).